# بخته آباد (نشان)
بخته آباد هي بلدة في مقاطعة نشان في ولاية قشقداريا في أوزبكستان.